# National Lacrosse League
A National Lacrosse League (NLL) é uma liga profissional lacrosse da América do Norte. A liga é composta por 14 equipes – 8 nos Estados Unidos e 6 no Canadá. A NLL tem sede na Filadélfia, Pensilvânia.
A NLL ocupa o terceiro lugar em média de público para esportes indoor profissionais em todo o mundo, atrás apenas da National Hockey League (NHL) e da National Basketball Association (NBA). Ao contrário de outras ligas de lacrosse, que jogam no verão, a NLL joga suas partidas no inverno e na primavera, de dezembro a junho. A cada ano, os times dos playoffs lutam pela Copa da Liga Nacional de Lacrosse. A liga tem tido uma média de 8.900 a 10.700 espectadores por jogo anualmente.

## Regras
A NLL joga quatro quartos de 15 minutos com intervalos de 2 minutos entre os quartos e um intervalo de 15 minutos. No início de cada quarto e após cada gol, os jogadores se enfrentam no centro do campo para determinar quem terá a posse de bola. Isso é feito quando os dois jogadores empurram as cabeças de seus bastões com a bola do jogo no meio. Geralmente, ocorre uma partida semelhante a um scrum quando os jogadores de cada equipe tentam ganhar a bola.
Se o jogo estiver empatado após o tempo regulamentar, os dois times jogam uma prorrogação de morte súbita. Cada equipe pode pedir um tempo de 45 segundos por tempo. Cada equipe contém 19 jogadores: 2 goleiros e 17 “corredores”. Os objetivos da NLL são 1.4 m de largura e 1.22 m de altura.
A NLL usa um cronômetro de 30 segundos, que é semelhante ao cronômetro do basquete profissional ou universitário. O relógio começa a contagem regressiva quando uma equipe tem a posse da bola. Se o ataque não chutar a bola a tempo, ele perde a posse. No entanto, se o ataque chutar a gol e depois recuperar a bola, o cronômetro de chutes é reiniciado.
A luta é uma penalidade maior de 5 minutos e não resulta em expulsão automática.

## Jogadores
A maioria dos jogadores da NLL tem empregos de tempo integral fora da quadra, como o ex-jogador do Buffalo Bandits, John Tavares, um professor do ensino médio em Mississauga, Ontário.
Embora oito dos quatorze times estejam sediados nos EUA, menos de 7% dos jogadores são americanos. Aproximadamente 83% são canadenses e 10% são Haudenosaunee, do Canadá ou dos Estados Unidos.

## Expansão e realocação

### Mudanças de nome/realocações
- New Jersey Saints (1987–1988) → New York Saints (1989–2003) → Inativo
- New England Blazers (1989–1991) → Boston Blazers (1992–1997) → Inativo
- Baltimore Thunder (1987–1999) → Pittsburgh CrosseFire (2000) → Washington Power (2001–2002) → Colorado Mammoth (2003–atual)
- Ontario Raiders (1998) → Toronto Rock (1999–atual)
- Syracuse Smash (1998–2000) → Ottawa Rebel (2001–2003) → Inativo (2003–2005) → Edmonton Rush (2005–2015) → Saskatchewan Rush (2016–atual)
- Albany Attack (1999–2003) → San Jose Stealth (2004–2009) → Washington Stealth (2010–2013) → Vancouver Stealth (2014–2018) → Vancouver Warriors (2018–atual)
- Columbus Landsharks (2001–2003) → Arizona Sting (2004–2007) → Inativo
- Montreal Express (2002) → Inativo → Minnesota Swarm (2004–2015) → Georgia Swarm (2016–atual)
- Tempestade de Nova Jersey (2002–2003) → Tempestade de Anaheim (2004–2005) → Inativo
- New York Titans (2007–2009) → Orlando Titans (2010) → Inativo
- Philadelphia Wings (1987–2014) → New England Black Wolves (2015–2021) → Albany FireWolves (2022–atual)
- Rochester Knighthawks (1995–2019) → Halifax Thunderbirds (2020–atual)
- Riptide de Nova York (2018–2024) → Ottawa Black Bears (2025–atual)

## Associação de Jogadores da Liga Nacional de Lacrosse
A National Lacrosse League Players' Association (NLLPA), anteriormente denominada Professional Lacrosse Players' Association (PLPA), é o sindicato dos jogadores da NLL. A PLPA foi fundada em 1991 por Dave Succamore (ex-jogador do Detroit Turbos), Peter Schmitz (ex-jogador e presidente do Boston Blazers) e quatro outros jogadores de outras equipes, com a assistência do advogado trabalhista Ronald L. Jaros. O sindicato foi organizado para ajudar com o pagamento de faltas ao trabalho para os jogadores que faltam aos seus empregos regulares durante os jogos; reembolso de despesas expandido; mais oportunidades de pagamento promocional além dos salários regulares dos jogos; mais tempo para os novatos avaliarem seus contratos iniciais; compensação de jogos para jogadores de treino; agência livre; um processo padrão de reclamação e arbitragem para multas e suspensões. Antes da existência do sindicato dos jogadores, as despesas médicas dos jogadores lesionados eram pagas pela Liga por meio do seguro de compensação do trabalhador nos estados onde as equipes estavam localizadas.

## Cobertura da mídia
No início dos anos 2000, a CNN Sports Illustrated transmitiu jogos da NLL regularmente. A NLL teve seus All-Star Games e jogos do campeonato na NBC em 2005 e na ESPN2 em 2006.
Em 2007, a NLL teve um "Jogo da Semana" programado regularmente no Versus. Para a temporada de 2008, devido à disputa entre a Associação de Jogadores Profissionais de Lacrosse e os proprietários da NLL na conclusão do acordo de negociação coletiva, o "Jogo da Semana" no Versus foi cancelado. Também em 2007, a NLL assinou um acordo com Sirius Satellite Radio, que era a "Parceira Oficial de Rádio por Satélite". O pacto incluía um "Jogo da Semana", bem como um programa semanal de destaques.
Na temporada de 2017, a NLL fechou um acordo de duas temporadas com o Twitter para transmitir um jogo semanal e a Champion's Cup, por meio dos recursos de transmissão ao vivo da rede social. Um acordo separado foi fechado com a CBS Sports Digital para transmitir jogos em sua plataforma de assinatura SportsLive.
Para a temporada 2021-22, a NLL fechou um novo acordo de direitos de mídia com ESPN Inc., segundo o qual todos os jogos seriam transmitidos pela ESPN+ nos Estados Unidos e pelo menos 10 iriam ao ar em um canal de televisão ESPN. No Canadá, a liga também retornou à TSN (que é de propriedade minoritária da ESPN) pela primeira vez desde 2016, exibindo um pacote de sábado à noite com foco em suas franquias canadenses, jogos de playoffs e streaming de outros jogos online na plataforma de assinatura TSN+.